# Branko Mamula
Branko Mamula, srbski admiral, * 30. maj 1921, Slavsko Polje, Kraljevina SHS (zdaj Hrvaška), † 19. oktober 2021, Tivat, Črna gora.
Admiral flote Mamula je bil načelnik Generalštaba Jugoslovanske ljudske armade (1979–82) in zvezni sekretar za ljudsko obrambo SFRJ (1982–88). Imel je čin admirala flote (edini s tem činom v JLA/JVM).